# Бородіна Ксенія Кимівна
Ксе́нія Ки́мівна Бородіна́ (при народженні — Амо́єва; у другому шлюбі — Ома́рова; (8 березня 1983 , Москва ) — російська телеведуча, акторка і діджейка. Підтримує путінський режим та війну Росії проти України.

## Життєпис
Ксенія Амоєва (з 16 років Бородіна) народилася 8 березня 1983 року в Москві. Вона вірменка по батькові.
Коли їй був один рік, батьки Кім Джимоєвич Амоєв (3 березня 1940 — 18 травня 2018) та Інна Булатівна (нар. 8 листопада 1960) розлучилися. Мати одружилася з італійським бізнесменом та архітектором і власником будівельної компанії Дженні і поїхала в Італію, залишивши доньку в Москві на бабусю Галину Іванівну і дідуся Булата Біляловича (прийомний батько Інни Булатівни). Мати дарувала багато подарунків доньці, коли приїжджала до Росії. У 1990-х ці подарунки допомагали вижити бабусі, дідусеві та Ксенії, вони вимінювали дорогі речі на їжу, але мати не знала про це, бо рідні нічого їй не говорили. Коли Ксенія подорослішала, вона стала часто літати до мами і вітчима в Італію і змогла подружитися з вітчимом і дідусем. Деякий час навчалася в англійській школі «Мультілінгва». У 18 років (через образи на батька) взяла прізвище матері. У Бородіної є брат Микита.
Після закінчення приватного ліцею з поглибленим вивченням іноземних мов Ксенія вступила відразу на другий курс Інституту готельного менеджменту та туризму за спеціальністю «менеджер з туризму».
З 2004 року ведуча проєкту «Дом-2» на телеканалі ТНТ.

### Особисте життя
Зустрічалась з Леонідом Нерушенком (4.12.1977 — 3.09.2005) — солістом гурту «Динаміт», який згодом трагічно загинув у дорожній пригоді.
8 серпня 2008 року одружилася з бізнесменом Юрієм Кареновичем Будаговим (нар. 8 травня 1980), з яким познайомилася на Comedy Club. 10 червня 2009 року народила доньку Марусю. 4 квітня 2011 року пара розлучилася.
Також зустрічалася з колишніми учасниками реаліті-шоу «Дом-2» Оскаром Карімовим (нар. 14 грудня 1980) та Михайлом Терьохіним (нар. 31 січня 1980).
3 липня 2015 року одружилася з бізнесменом, дагестанцем Курбаном Омаровим (нар. 25 серпня 1980). 22 грудня 2015 року народила доньку Тею.

## Книги
- 2007 — «Дом—2. Законы любви» ISBN 978-985-16-3060-4
- 2011 — «Худеем с Ксенией Бородиной» ISBN 978-5-699-51624-7

## Фільмографія
- 2008 — Зазу (реж. Андрій Силкін) — дівчина головного героя
- 2011 — Метод Лаврової (серіал, 1 сезон, 3-4 серії) — епізод
- 2013 — Деффчонки — в ролі самої себе, репортер в квартирі Звонарьова (36 серія)
- 2014 — З Восьмим березня, чоловіки! — співробітниця наукового центру «Сколково»

## Телебачення
- Учасниця ток-шоу «Вікна» (2002—2005)
- Учасниця ток-шоу «Дівочі сльози» (2002—2003)
- Ведуча програми «Дом-2» (2004 — н. ст.)
- Учасниця ток-шоу «Нехай говорять» (2009 — н. ст.)
- Співведуча програми «Cosmopolitan. Відеоверсія» (2009 — н. ст.)
- Співведуча деяких випусків програми «Битва екстрасенсів» (2010)
- Учасниця телепроєкту «Танці з зірками» (сезон 2011 року)
- Учасниця телепроєкту «Жорстокі ігри» (2 сезон 2011 року)
- Її двічі спародіювали в телепередачі «Велика різниця» як співведучу шоу «Дом-2». Пародії виконала артистка трупи Валентина Рубцова.
- З травня 2012 по 16 липня 2013 року — ведуча шоу «Перезавантаження» на телеканалі ТНТ. У 2016 році повернулася в проєкт[28].